# Amsterdamse Hogeschool voor de Kunsten

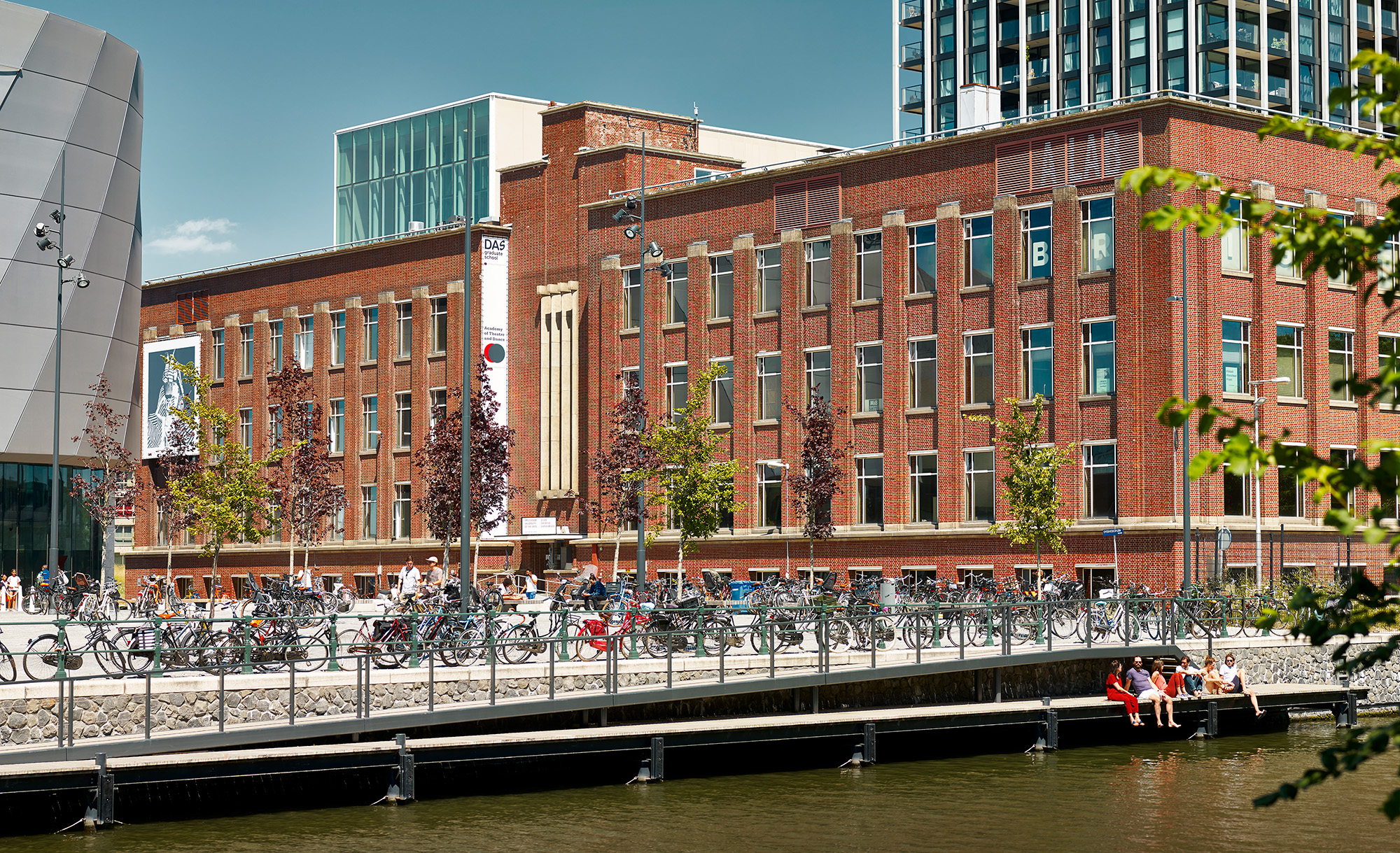
De Breitner Academie van de Amsterdamse Hogeschool voor de Kunsten in Amsterdam-Noord

De Amsterdamse Hogeschool voor de Kunsten (AHK) in Amsterdam is een instelling voor hoger onderwijs in de kunsten, bestaande uit de Academie van Bouwkunst Amsterdam, de Academie voor Theater en Dans, de Breitner Academie, het Conservatorium van Amsterdam, de Nederlandse Filmacademie en de Reinwardt Academie.

## Geschiedenis
De hogeschool is in 1987 ontstaan door fusie van de Academie voor Beeldende Vorming (vanaf 2016: Breitner Academie), de Academie van Bouwkunst, de Nederlandse Filmacademie en de Reinwardt Academie.
In 1988 traden de Theaterschool (vanaf 2016: Academie voor Theater en Dans) en het Hilversums Conservatorium toe. In 1994 vond fusie plaats met het Sweelinck Conservatorium en ontstond het Conservatorium van Amsterdam. In 1994 en 1995 werden respectievelijk de tweedefase-instituten DasArts en Maurits Binger Film Instituut ingesteld. In 2009 werd door de start van de master Film aan de Nederlandse Filmacademie de samenwerking met Binger Filmlab beëindigd; de tweedefaseopleiding DasArts werd omgevormd tot een master Theater aan de Academie voor Theater en Dans. In april 2016 is een vleugel van het Groot Laboratorium in Amsterdam-Noord door de Amsterdamse Hogeschool voor de Kunsten in gebruik genomen.

## Bekende alumni
Een paar bekende oud-studenten die aan de 'AHK' gestudeerd hebben zijn:
- Oscar Aerts
- Mohammed Azaay
- Martijn Hullegie
- Simone Kleinsma
- Chantal Janzen
- Alex Klaasen
- Carice van Houten
- Jeroen van Koningsbrugge
- Tjitske Reidinga
- Elise Schaap